# High Willhays
High Willhays är en kulle i Storbritannien.   Den ligger i grevskapet Devon och riksdelen England, i den södra delen av landet, 290 km väster om huvudstaden London. Toppen på High Willhays är 615 meter över havet.
Terrängen runt High Willhays är huvudsakligen kuperad, men åt nordväst är den platt. High Willhays är den högsta punkten i trakten. Runt High Willhays är det ganska glesbefolkat, med 43 invånare per kvadratkilometer. Närmaste större samhälle är Okehampton, 6,0 km norr om High Willhays. Trakten runt High Willhays består i huvudsak av gräsmarker.